# Waimataitai
 (novembre 2024).
Waimataitai est une banlieue de la cité de Timaru, dans le secteur du district de South Canterbury (en) dans la région de Canterbury dans l’Île du Sud de la Nouvelle-Zélande. 

## Démographie
La zone statistique de Waimataitai-Maori Hill couvre  1,39 km2 et a une population estimée à 2 120 résidentsen juin 2023 avec une densité de population de 1,9 personnes par km2.
Waimataitai-Maori Hill avait une population de 2 043 habitants lors du recensement néo-zélandais de 2018, en augmentation de 141 personnes (7,4 %) depuis le recensement néo-zélandais de 2013, et une augmentation de 156 personnes (8,3 %) depuis 2006 census.
Il y avait 912 logements, comprenant 969 hommes et 1 071 femmes, donnant un sexe-ratio de 0,9 homme pour une femme.
L’âge médian était de 45,8 ans (comparé avec les 37,4 ans au niveau national), avec318 personnes (15,6 %) âgées de moins de 15 ans,342 personnes (16,7 %) âgées de 15 à  29 ans, 903 personnes (44,2 %) âgées de 30 à 64 ans et 480 personnes (23,5 %) âgées de 65 ans ou plus âgées.
L’ethnicité était pour 88,7 % européens/Pākehās, 9,0 % Māori, 2,1% originaires de l’océan Pacifique (en), 6,3 % d’origine asiatique (en) et 1,8 % d’une autre  ethnicité.
Les personnes peuvent s’identifier de plus d’une ethnicité en fonction de l’origine de leurs parents.
Le pourcentage de personnes nées outre-mer était de 17,2 %, comparé  avec les 27,1 % au niveau national.
Bien que certaines personnes choisissent de ne pas répondre à la question du recensement concernant leur affiliation religieuse, 47 % n’ont aucune religion, 41 % sont chrétiens (en), 0,4 % ont des croyances religieuses Maori (en), 2,2 % sont Hindouistes (en), 0,1 % sont musulmans, 0,3 % sont  Bouddhistes (en) et 1,3 %ont une autre religion.
Parmi ceux d’au moins 15 ans d’âge, 282 personnes (16,3 %) avaient une licence ou un degré universitaire supérieur mais 423 personnes (24,5 %) n’avaient aucune qualification formelle.
Le revenu médian était de 30,800 $, compara avec les 31,800 $ au niveau national. Avec 243 personnes (14,1 %) gagnaient plus de 70,000 $ comparé avec les 17,2 % au niveau national.
Le statut d’emploi de ceux d’au moins 15 ans d’âge était pour 825 personnes (47,8 %)  un emploi à temps, 246 personnes (14,3 %) étaient à temps partiel et 45 personnes (2,6 %) étaient sans emploi .

## Économie

### Vente de détail
Le centre commercial de Northtown Mall ouvrit au niveau de Waimataitai en 1970.
Il fut mis à niveau en 2016, et inclut le  supermarché Pak'nSave (en).
Un certain nombre de magasins de grandes chaînes ont leur branche de Timaru au niveau du centre commercial de Waimataitai, et ainsi qu’un certain nombre de Restauration rapide dans le secteur.

## Éducation
L’école de Waimataitai est une école primaire, publique, mixte ,accueillant les années 1 à 8 avec un effectif de 463 élèves en février 2024.
Cette école fut établie en 1882